# 南华站
南华站位于中华人民共和国云南省楚雄彝族自治州南华县龙川镇，是昆楚大铁路上的一个车站。原规划名称为南华南站，2018年7月1日随着昆楚大铁路的开通而投入使用。站场配置为2台4线，候车大厅面积2000平方米，最高聚集人数1600人。